# Куров Володимир Миколайович
Володимир Миколайович Ку́ров (8 серпня 1904, Міас — 11 червня 1967, Чернівці) — український радянський скульптор і педагог.

## Біографія
Народився 26 липня [8 серпня] 1904 року в місті Міасі (нині Челябінська область, Російська Федерація). Грав на флейті в оркестрі, оформлював театральні декорації, завідував читальнею. Закінчив Свердловський художній технікум. У 1929—1934 роках працював скульптором цеху художніх виробів Свердловського мармурового заводу, одночасно викладав у заводській школі.
Під час німецько-радянської війни протягом 1942—1944 років обіймав посаду художника у штабах Волховського та Карельського фронтів. Мав військові звання лейтенанта та старшого лейтенанта інтендантської служби.
Упродовж 1946—1967 працював майстром виробничого навчання (з 1948 року — викладачем композиції) Чернівецького художньо-ремісничого училища № 5. Серед учнів: Балан Іван Дмитрович, Горшковський Дмитро Матвійович, Катеринюк Михайло Васильович, Криворучко Орест Іванович, Мердак Іван Григорович. Помер у Чернівцях 11 червня 1967 року. На його могилі встановлений скульптурний автопортрет «Натхнення», виготовлений у 1967 році.

## Творчість
Працював у галузі станкової скульптури. Серед робіт:
- «Перша допомога» (1949);
- «Згори на санчатах» (1950);
- «Плотогон із Черемошу» (1958, дерево; Гран-Прі Всесвітньої виставки в Брюсселі 1958 року[2]);
- «Біля водонапірної колонки» (1961);
- «Прокопій Столяренко-Муратов» (1964);

Роботи скульптора демонструвалися на виставках у багатьох зарубіжних країнах, щороку на Виставці досягнень народного господарства у Москві; постійно отримували високі мистецькі нагороди.
Окремі роботи зберігаються у Музеї Чернівецького художнього училища.